# Eichbüchl
Eichbüchl (früher auch Eichbügel) ist ein Ortsteil der Gemeinde Katzelsdorf im Bezirk Wiener Neustadt in Niederösterreich. Er liegt auf einer Seehöhe von 275 bis 380 Meter.

## Geografie
Der Ort liegt eingebettet zwischen der Leitha und den Hängen des Rosaliengebirges.

## Geschichte
Vor Christi Geburt war das Gebiet Teil des keltischen Königreiches Noricum und gehörte zur Umgebung der keltischen Höhensiedlung Burg auf dem Schwarzenbacher Burgberg.
Später unter den Römern lag das heutige Eichbüchl dann in der Provinz Pannonia.
Die Geschichte von Schloss Eichbüchl dürfte zuverlässig bis ins 14. Jahrhundert zurückreichen. Während der wiederholten Türkeneinfälle im 16. Jahrhundert dürfte Schloss Eichbüchl zerstört worden sein. Wer die Erbauer waren, konnte urkundlich nicht festgestellt werden, doch es sprechen viele Momente, wie die Wappenvereinigung, heraldische Funde usw. dafür, dass die im Gültbuch als ersten Besitzer genannten Herren von Vierding es waren, und dass diese Eichbüchl bereits im 14. Jahrhundert besessen haben. Der erste urkundliche Besitzer war Georg Hohenkirchner zu Tegernau und Aichbüchel im 15. Jahrhundert. Auf Katharina von Donawitz, Frau zu Eichbüchl dürfte die Gründung des Dorfes Eichbüchl im Jahre 1611 zurückgehen. Das heutige Aussehen erhielt das Schloss um die Jahrhundertwende.
Im Jahr 1822 wurde der Ort als Dorf mit 23 Häusern bezeichnet, das nach Katzelsdorf eingepfarrt war und wohin auch die Kinder eingeschult wurden. Die Herrschaft Frohsdorf besaß die Ortsobrigkeit und besorgte die Konskription. Die Landgerichtsbarkeit übte das Magistrat Wr. Neustadt aus, die neben der Herrschaft Frohsdorf im Ort über Untertanen und Grundholde verfügte.
1888 erfolgte die Eingemeindung der Ortschaft Eichbüchl mit Katzelsdorf. Laut Adressbuch von Österreich waren im Jahr 1938 in Eichbüchl zwei Gastwirte, drei Holzhändler und einige Landwirte mit Direktvertrieb ansässig. Des Weiteren gab es im Ort die Pension Helenenhof.
Beim Anschluss Österreichs 1938 wurde Schloss Eichbüchl enteignet, und im Zweiten Weltkrieg war die deutsche Wehrmacht in das Schloss eingezogen.

## Die Gründungsstätte der 2. Republik

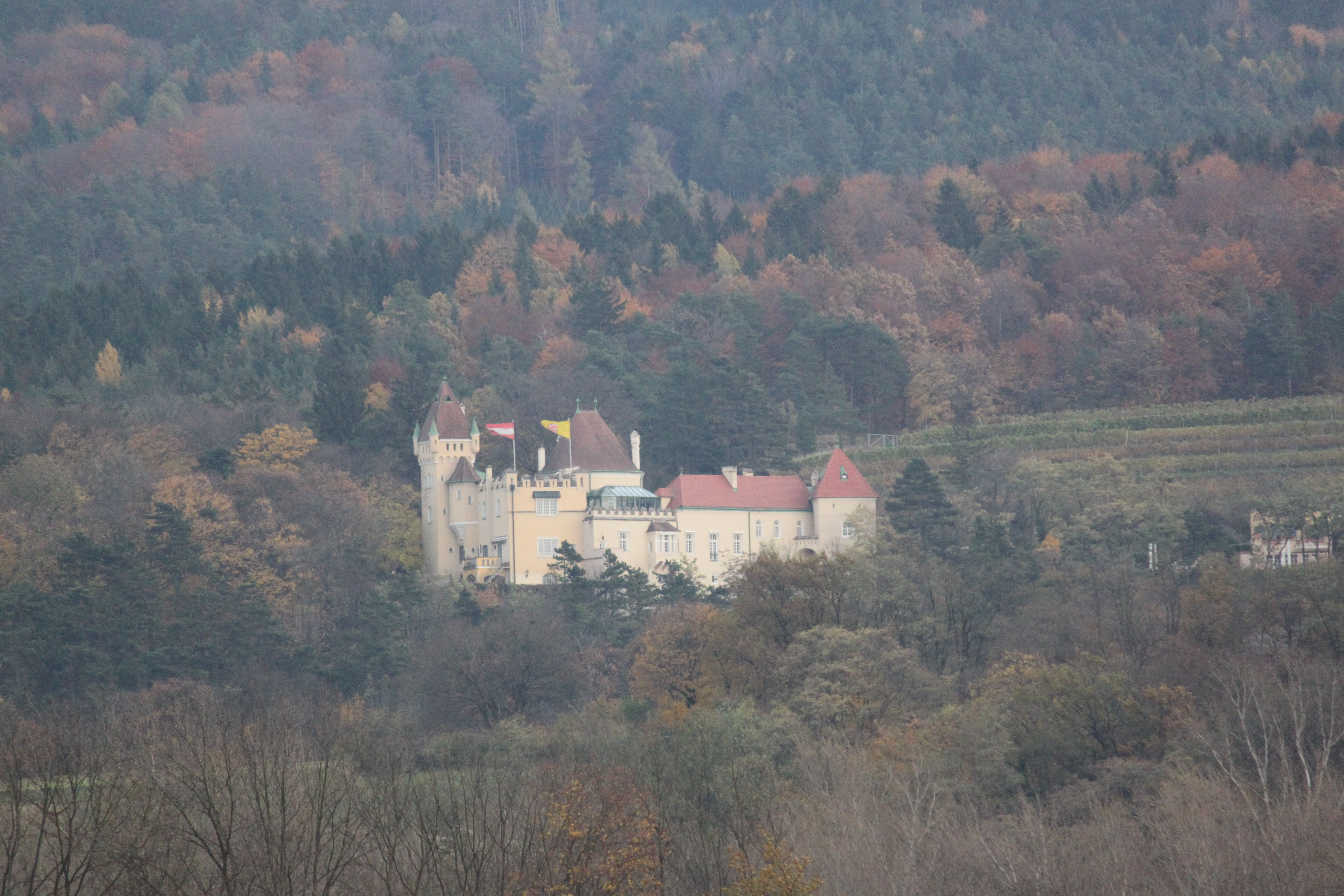
Schloss Eichbüchl

Im April 1945 wurde Eichbüchl Zentralpunkt Österreichs. Karl Renner, der von Gloggnitz über Hochwolkersdorf auf Schloss Eichbüchl gebracht wurde, erhielt hier den Auftrag zur Bildung einer provisorischen österreichischen Staatsregierung. Heute erinnert noch eine Gedenktafel im Schloss an diese Zeit.
Das Schloss befindet sich heute in Privatbesitz und kann von außen besichtigt werden.

## Sehenswürdigkeiten
- Schloss Eichbüchl, im 14. Jahrhundert errichtet und 1906 im Zuckerbäckerstil umgestaltet